# Hardelot-Plage
Hardelot-Plage est une station balnéaire française, appartenant à la commune de Neufchâtel-Hardelot.
Elle est située sur la Côte d'Opale, dans le département du Pas-de-Calais et la région Hauts-de-France.
En 2021, une demande de scission entre Neuchâtel et Hardelot est déposée en préfecture, afin de pouvoir engager le processus qui débutera par une enquête publique,.

## Géographie

### Localisation
Hardelot-Plage se situe sur la Côte d'Opale, entre la ville de Boulogne-sur-Mer et la station du Touquet-Paris-Plage, à environ 100 km à l'ouest de Lille à vol d'oiseau.
Elle est entourée par les communes et territoires suivants :
| La Manche | Écault         | Condette   |
| La Manche | Hardelot-Plage |            |
| La Manche | Dannes         | Neufchâtel |

### Paysage
Le paysage se compose (de l'ouest à l'est) :
- d'un front de mer de 8 375 mètres[4] avec une digue, des dunes et une plage (allant d'Écault au nord à Dannes au sud) ;
- d'un centre-ville au bord de la mer avec des villas et des rues commerçantes ;
- d'un village avec des habitations ;
- de la forêt domaniale d'Hardelot qui sépare Hardelot de Neufchâtel.

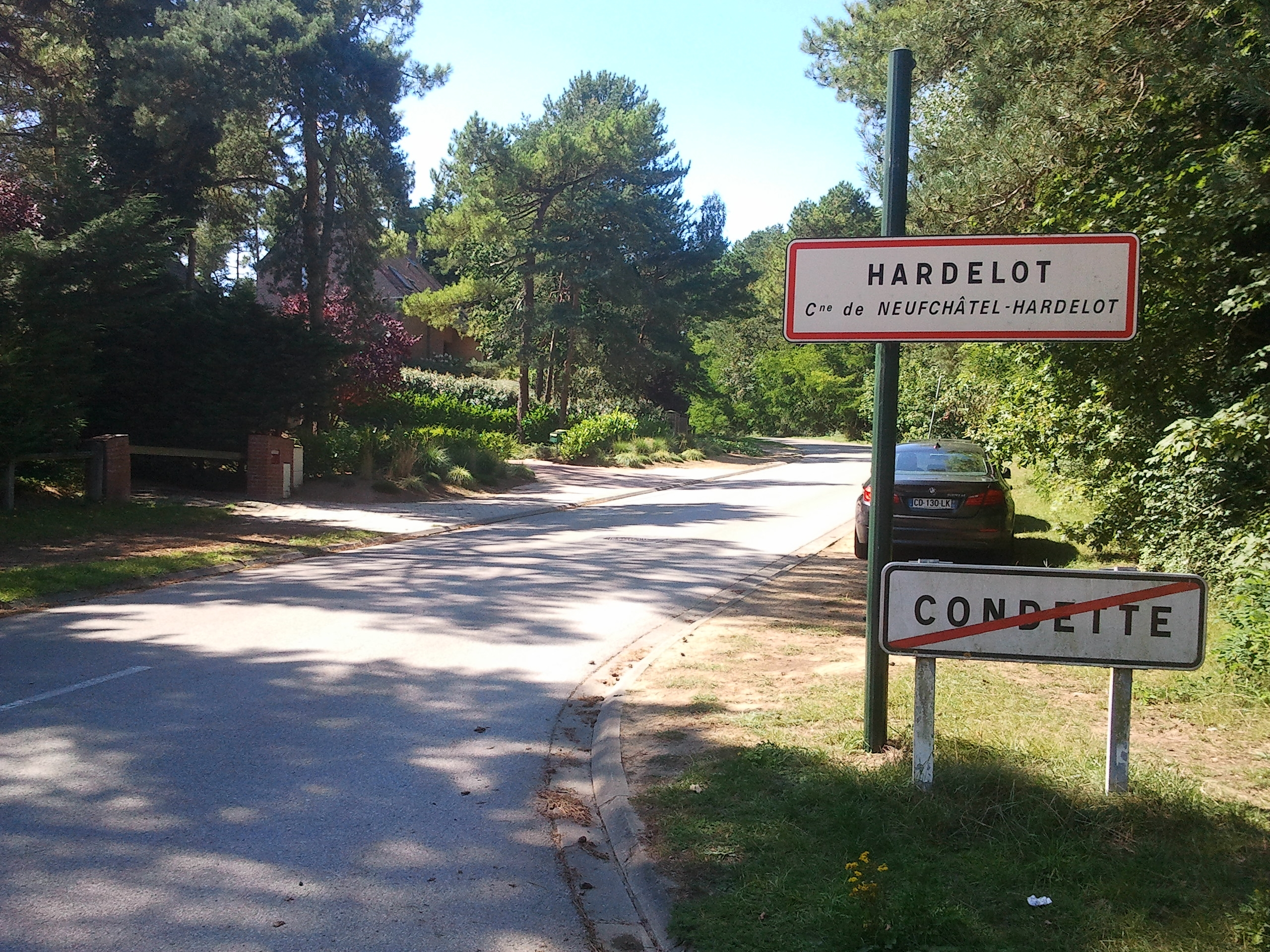
Panneau d'entrée de la station.
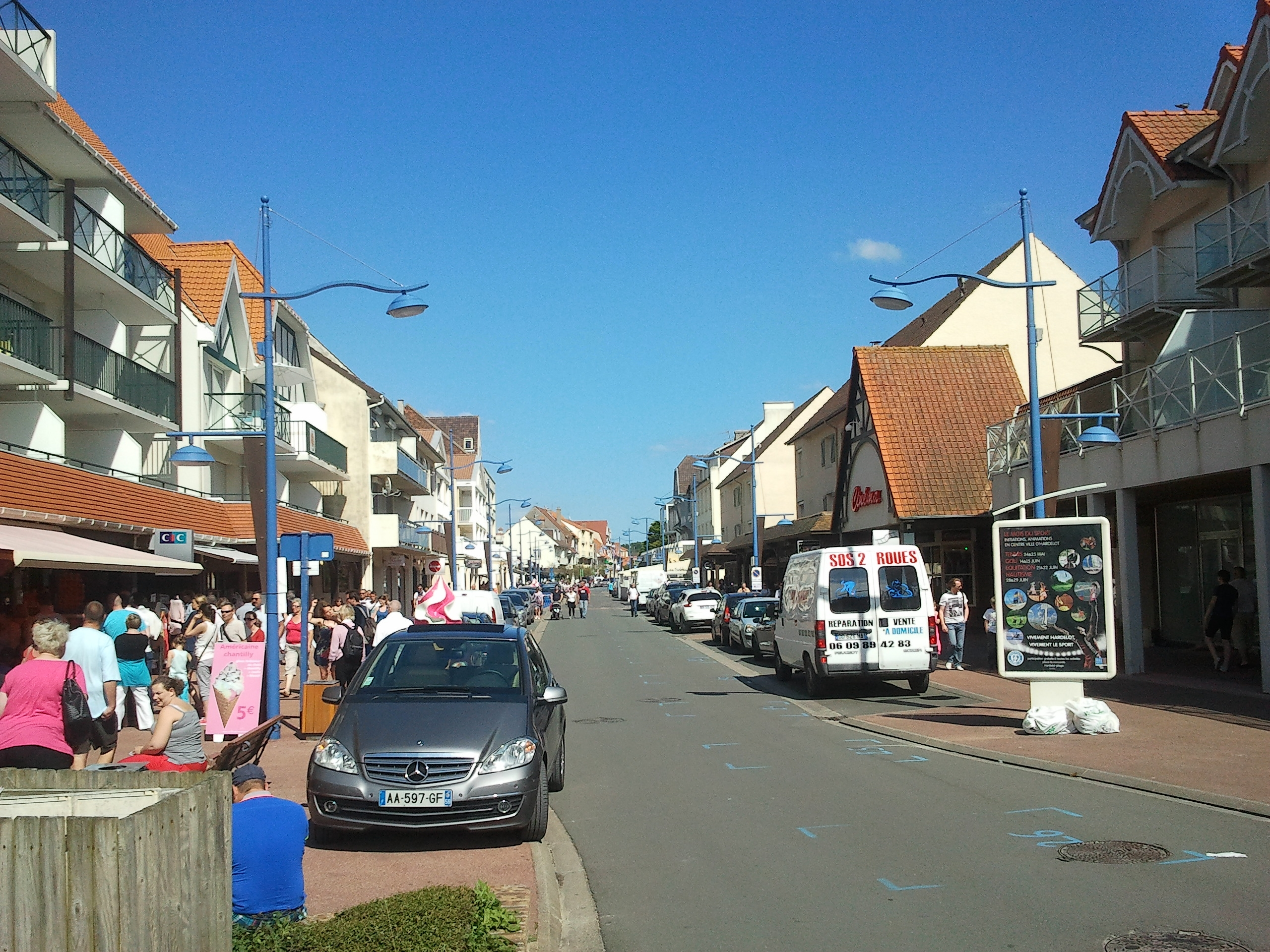
Rue du centre-ville.
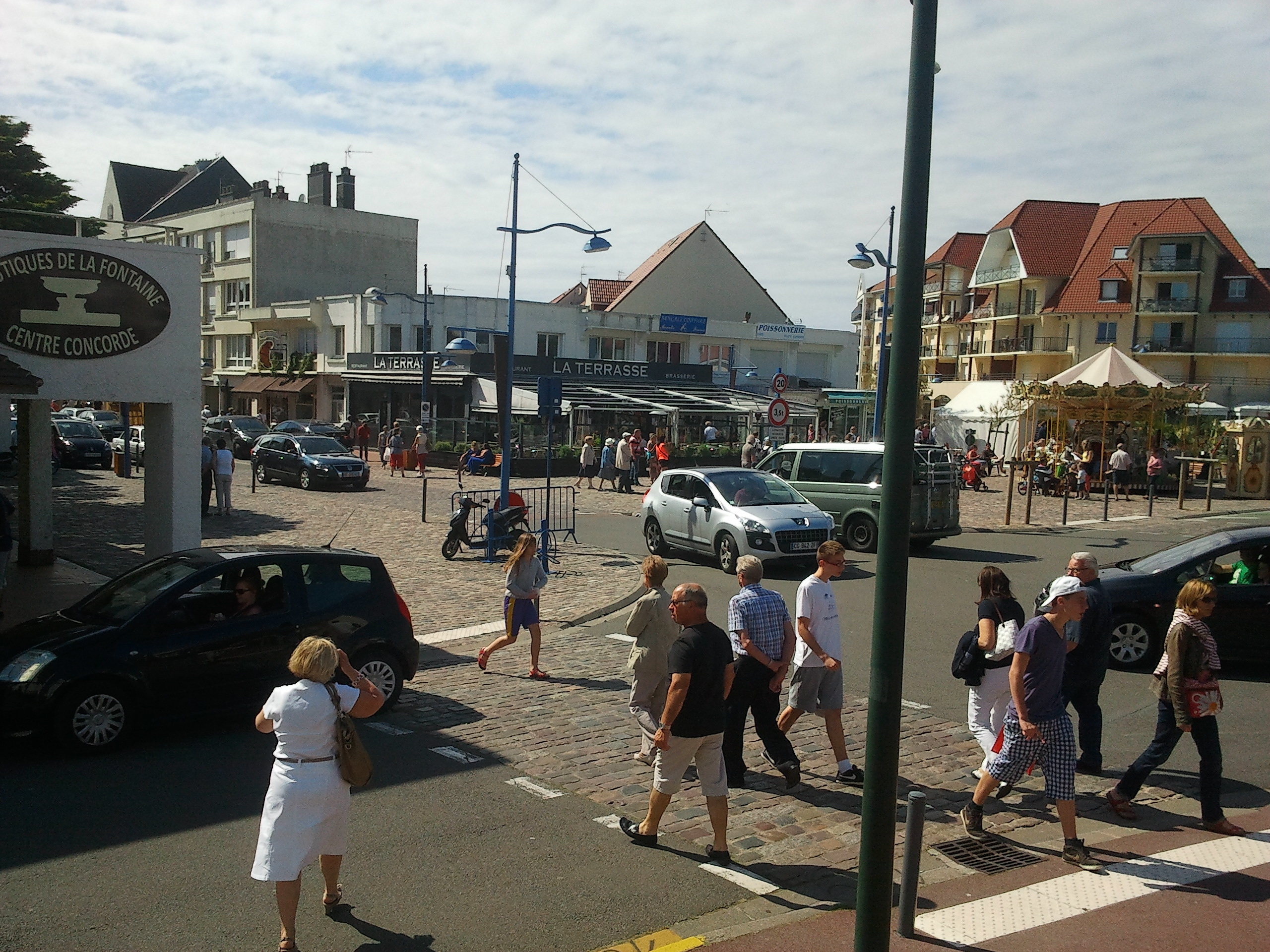
Rue du centre-ville.
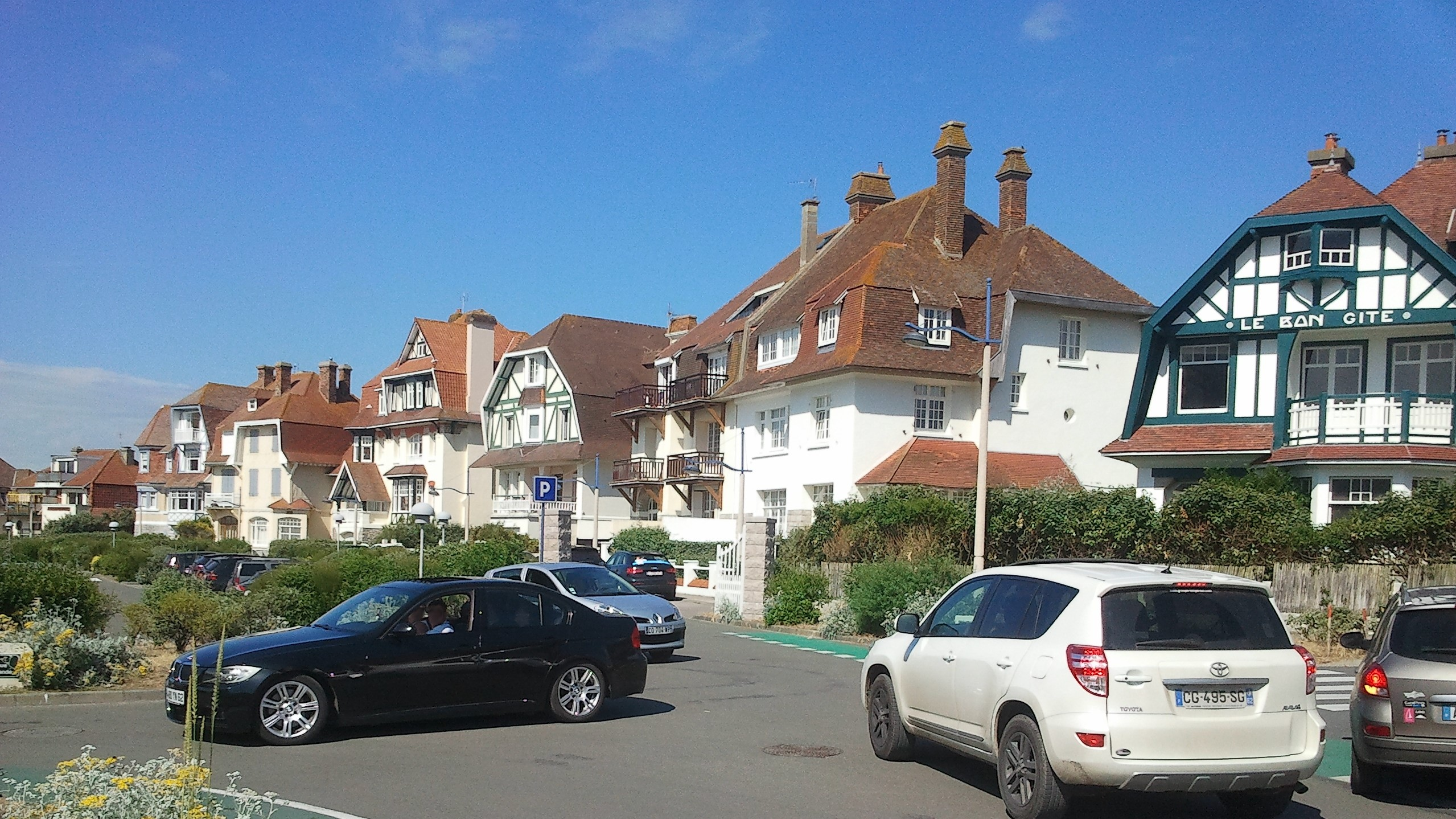
Villas dans le centre-ville.

La station est entourée par de très nombreux sites naturels protégés très touristiques : les dunes d'Écault au nord-ouest, la forêt d'Écault au nord, la réserve naturelle régionale du marais de Condette au nord-est, la forêt d'Hardelot à l'est et les dunes mont Saint-Frieux au sud. Les 700 ha de cette dernière constituent la ZNIEFF d'Hardelot.

## Urbanisme

### Voies de communication et transports
La sortie no 27 de l'autoroute A16 dessert le village voisin de Neufchâtel. Ce dernier abrite également une gare desservie par des TER Hauts-de-France (ligne Boulogne-Étaples).
Hardelot est desservie par la ligne 143 du réseau Marinéo et par la ligne 430 du réseau interurbain du Pas-de-Calais.
De nombreuses liaisons douces maillent la station, ainsi que des pistes cyclables, des sentiers de randonnées pédestres et équestres.
Entourée par des forêts et des sites naturels, la station reste relativement à l'écart des villages voisins. Depuis la fermeture de la route traversant le marais de Condette à la fin des années 2000, l'accès à la station en voiture se fait obligatoirement par la forêt d'Hardelot, quelle que soit l'origine des automobilistes.
La station balnéaire était le terminus de la ligne de tramway de Boulogne-sur-Mer à Hardelot, une ancienne ligne de tramway qui circulait de Boulogne-sur-Mer jusqu’à la station balnéaire d’Hardelot-Plage.

## Histoire
La voie romaine allant d'Amiens à Boulogne-sur-Mer ou Voie romaine d'Agrippa de l'Océan passait par la forêt d'Hardelot.
La commune de Neufchâtel-Hardelot existe depuis 1954 sous ce nom. Avant cette date, elle portait le nom de Neufchâtel et la station d'Hardelot-Plage dépendait du village.
Au début des années 1900, Hardelot n'est encore qu'une immense garenne bordée de dunes de sable blond jouxtant la mer d'un côté et une forêt relativement giboyeuse de plus de 600 hectares. Elle attire de nombreux adeptes qui chassent déjà à cette époque chevreuils, sangliers, lièvres, lapins, perdreaux, bécassines et faisans.
En 1905, un mécène anglais, John Whitley, déjà propriétaire du château d'Hardelot depuis 1897 et promoteur du Touquet-Paris-Plage, veut faire d'Hardelot la nouvelle station balnéaire à la mode et le centre mondain des sports. Avec des amis français, il achète 400 hectares de terrain et crée « la société d'Hardelot ».
Dès 1908, 20 villas apparaissent autour des tennis en bord de plage. C'est l'architecte Louis Marie Cordonnier, ami de John Whitley, qui réalise ces vastes et singulières villas qui caractérisent encore aujourd'hui Hardelot. En 1911, l'illustre aviateur Louis Blériot se fait construire une villa sur la digue. Il conçoit et commercialise le premier aéroplage français, l'ancêtre du char à voile, qui va attirer de très nombreux adeptes sur la plage de la station.
En 1910, Hardelot est érigée en paroisse et accueille son premier curé, celui de Condette, l'abbé Bouly, connu pour être sourcier et herboriste.

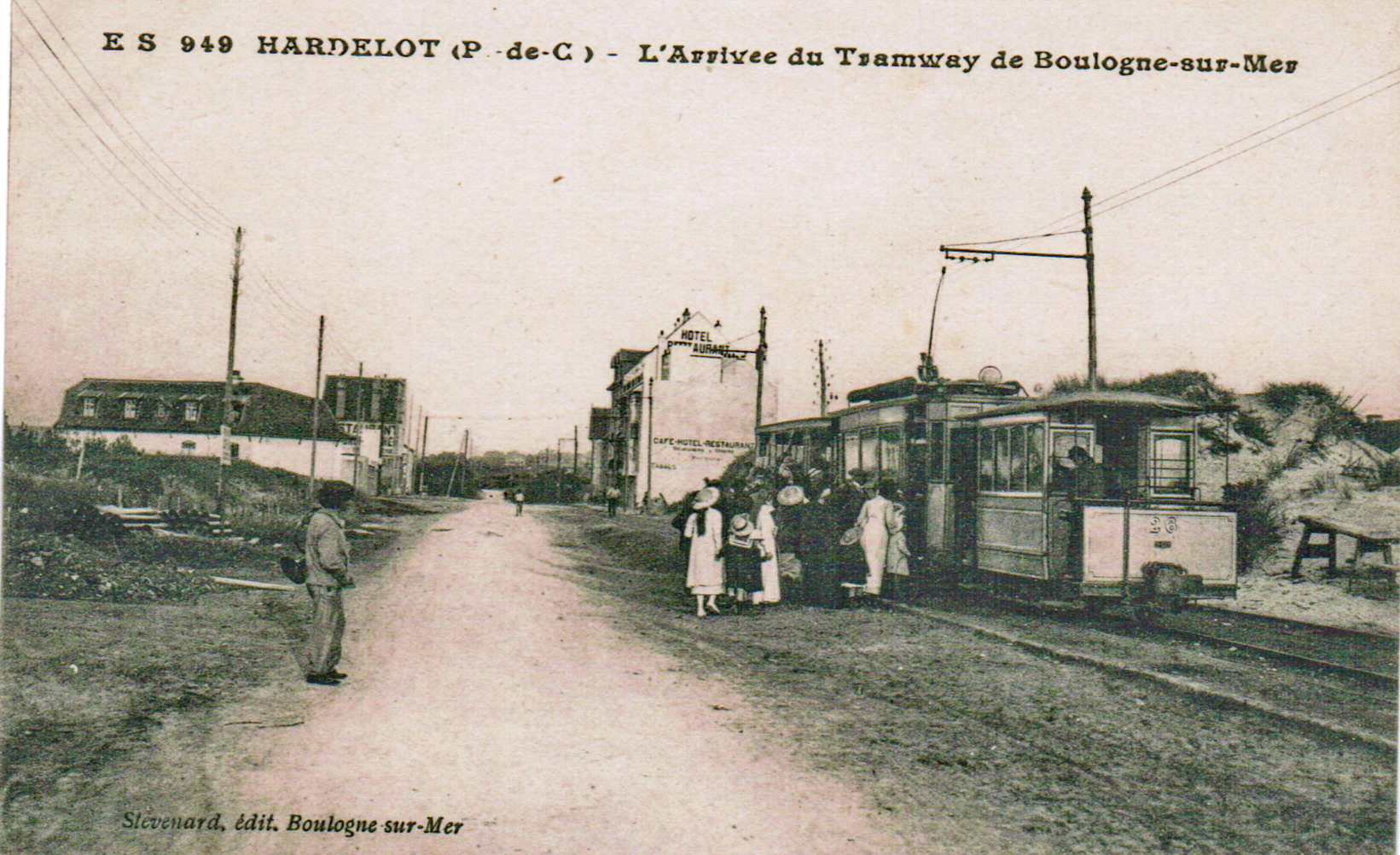
La croissance de la station balnéaire fut accompagnée par la création d'une ligne de tramway la reliant à Boulogne-sur-Mer en 1911.

En 1913, Hardelot est classée « station climatique ». Elle était surnommée la « reine des plages » ou la « plage des reines » en référence aux familles royales anglaises et belges qui y ont séjourné.
La Première Guerre mondiale ne nuit pas à la station, bien au contraire. En raison de sa proximité avec le front des opérations et avec le camp britannique d'Étaples, elle se transforme en un centre militaire très actif. John Whitley accueille les officiers alliés dont bon nombre d'entre eux vont acheter un terrain et se faire construire une villa.
Le 8 août 1925, une lame de fond emporte treize jeunes wattrelosiens d'une colonie de vacance.
L'entre-deux-guerres marque l'apogée d'Hardelot qui rivalise avec Le Touquet-Paris-Plage et attire des personnalités venues de toute l'Europe, surtout de Belgique, des Pays-Bas et d'Angleterre. De nombreuses villas sont construites, où résident les grands noms du champagne, du textile et de la gastronomie française.
Mais la Seconde Guerre mondiale interrompt la politique des loisirs et des mondanités et sonne le glas de la station. Hardelot est occupée, pillée et dynamitée jusqu'aux bombardements alliés de 1944 qui finiront de la défigurer. Elle fut la cible d'un des premiers raids commandos alliés lors de l'opération Abercrombie.
Après la guerre, Hardelot renaît lentement de ses cendres grâce à de nouveaux passionnés et aux dommages de guerre. Louis-Stanislas Cordonnier et son cousin Claude Lefebvre, petits-fils de Louis Marie Cordonnier, reconstruisent un certain nombre des villas détruites. En 1958, le promoteur lillois Joseph Lesur achète la société d'Hardelot et relance la station, avec l'aide de ses fils José et Francis. En 1999, ils revendent la société d'Hardelot à Nicolas Boissonnas, qui poursuit aujourd'hui de nouveaux projets pour Hardelot.

## Population et société

### Manifestations culturelles et festivités
La station balnéaire organise plusieurs manifestations comme la Lille-Hardelot, randonnée-course cycliste reliant la capitale régionale à la station balnéaire (mai). La première édition a lieu  en 1981 mais arrêtée en 2001. Elle reprend en 2012, sous l'impulsion de Philippe Crépel, avec 1 600 participants pour s'arrêter de nouveau pendant dix ans et reprendre en 2022 avec 8 000 participants ; le Midsummer Festival, festival de musique au château d'Hardelot (juin-juillet) ; les Boucles d'Hardelot, course à pied (été) ; le Festival d'Hardelot, festival de musique classique (août) ; la Ch'ti Classic, rassemblement de centaines de voitures Porsche dans la station (septembre), l'Opale Harley Days (anciennement Opale Shore Ride), rassemblement de milliers de motos Harley-Davidson dans la station (septembre) ; le Festi'Mômes, animations pour enfants (vacances de la Toussaint), ainsi que plusieurs tournois nationaux et internationaux de golf et d'équitation, régates, etc.

## Économie

### Revenus et emploi de la population
Les revenus de la population d'Hardelot sont très élevés. La station d'Hardelot seule n’étant pas une commune, il est difficile de trouver des chiffres précis sur la richesse de ses habitants. La commune qui regroupe Hardelot et Neufchâtel affiche un revenu moyen de 42 845 € en 2011, ce qui la place 5e des 895 communes du Pas-de-Calais. En 2013, le magazine économique Capital classe Neufchâtel-Hardelot parmi les communes où se concentrent les plus hauts revenus en France. Il faut rajouter à cela que des différences importantes existent sur le plan socio-économique entre les deux territoires de la commune : les revenus étant beaucoup plus importants à Hardelot qu'à Neufchâtel.
Hardelot est majoritairement habité par des cadres supérieurs et des professions libérales.

### Tourisme

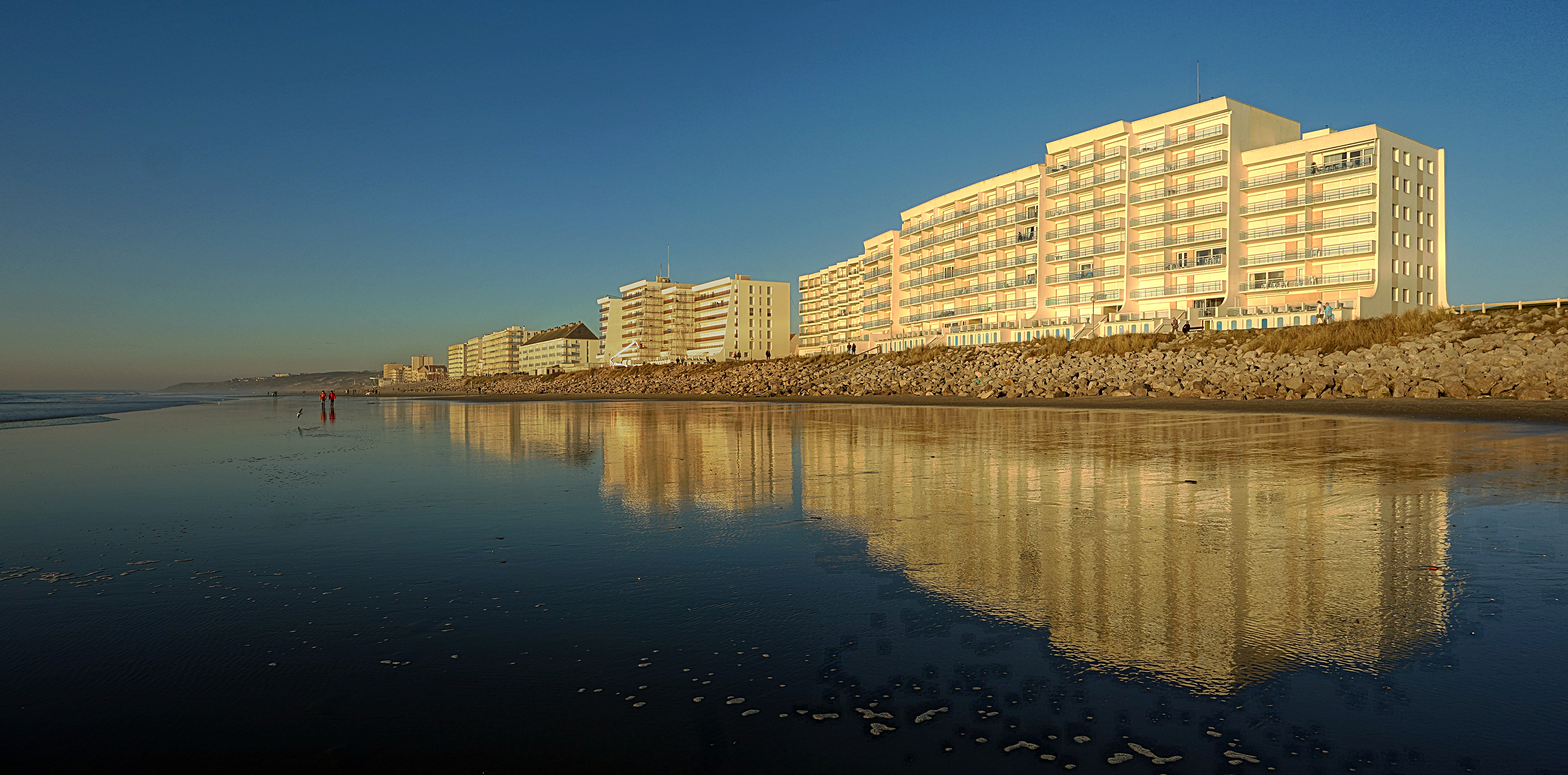
Le front de mer.

La station balnéaire rencontre un important succès. Durant l'été, de nombreux vacanciers viennent de toute la France, de Belgique et d'Angleterre, faisant passer la population de 1 800 l'hiver à 15 000 (voire 20 000) l'été. L'offre hôtelière y est importante et on y dénombre beaucoup de résidences secondaires.
De nombreuses activités sont proposées à Hardelot :
- Promenade et randonnée
- Sports maritimes (char à voile, kitesurf, catamaran, dériveur, speed sail, planche à voile)
- Golf (le golf d'Hardelot, constitué de deux parcours de 18 trous, est l'un des plus beaux sites golfiques d'Europe[17])
- Tennis
- Équitation
- Sports collectifs
- Activités pour enfants

Hardelot abrite également des centres de loisirs, un cinéma (2 salles, 656 places), un grand jardin d'enfants, des bars, des discothèques...

## Culture locale et patrimoine

### Lieux et monuments

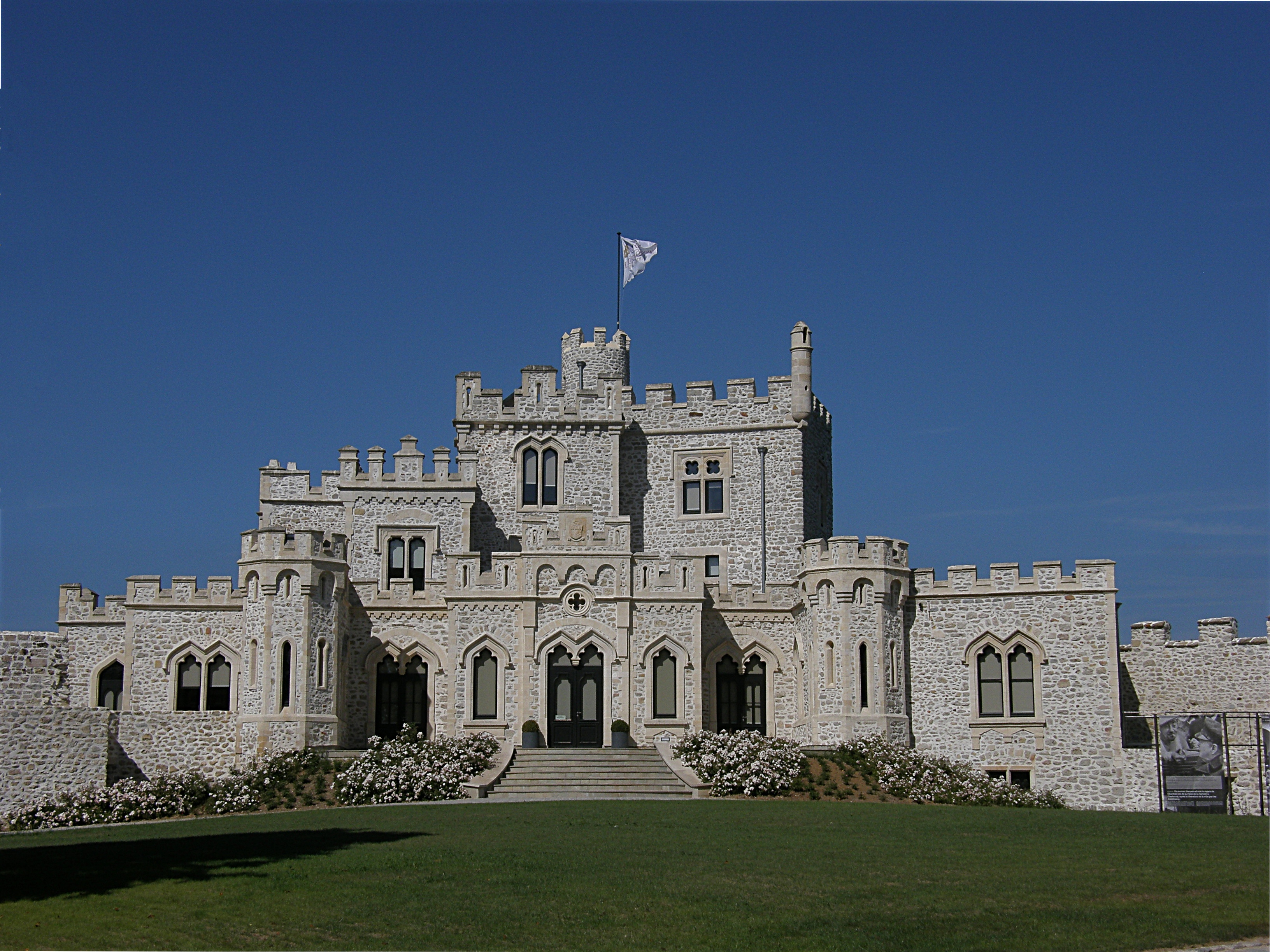
Le château d'Hardelot.

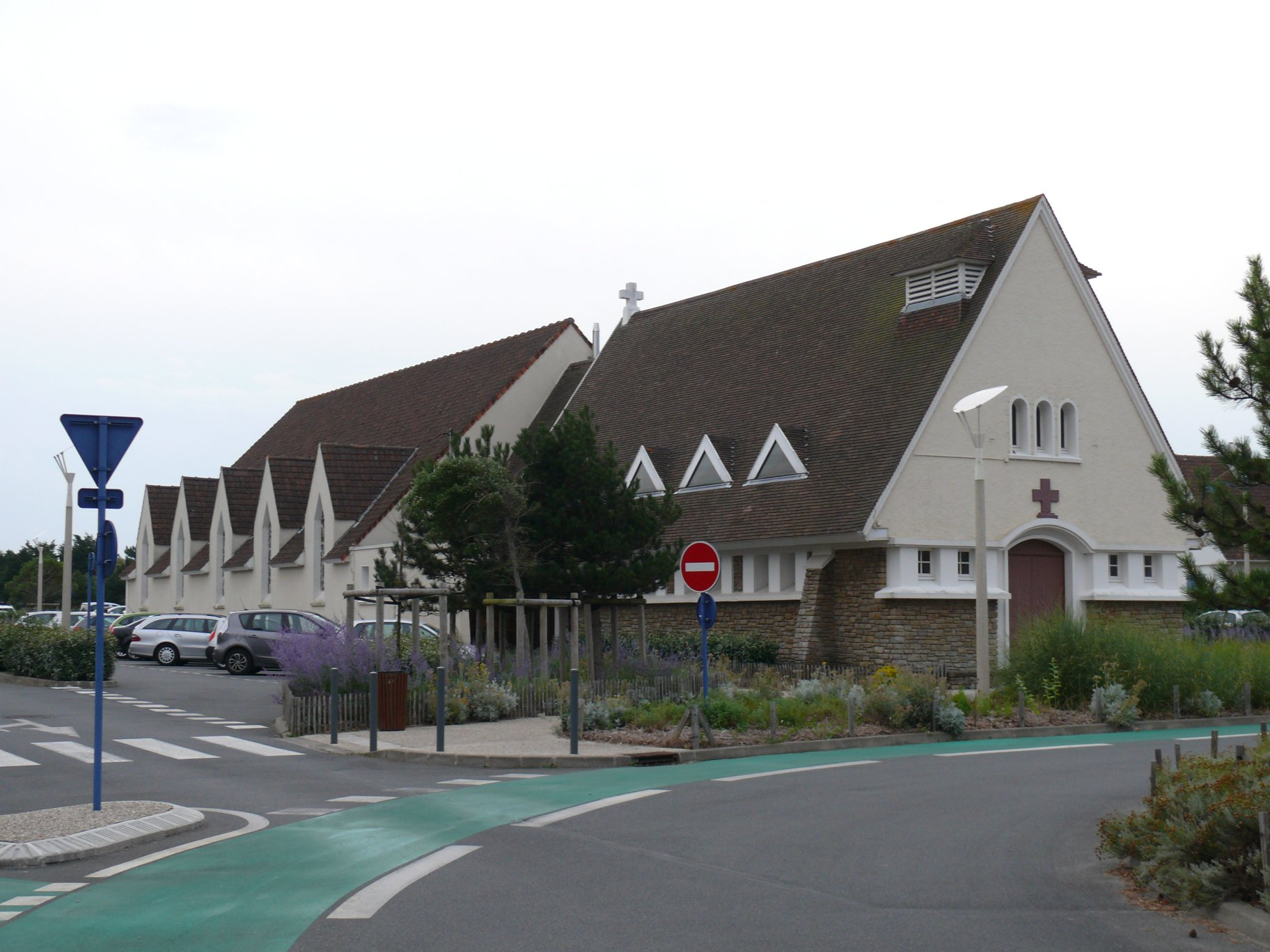
L'église Saint-Augustin.

- Le château d'Hardelot : il est aujourd'hui la propriété de la commune de Condette qui a signé un bail de 99 ans avec le conseil général du Pas-de-Calais. Celui-ci est ouvert au public avec des expositions sur les relations franco-britanniques et l'extérieur est aménagé pour la promenade avec sa cour, ses jardins à l'anglaise (jardins Tudor) et les sentiers autour du lac des miroirs.
- L'église paroissiale Saint-Augustin-de-Cantorbéry[19]construite en 1952 par Louis-Stanislas Cordonnier, architecte régional.
- Villa Le Bon Gîte[20]
- Villa Heurtebise[21]
- Villa Pax[22]
- Villa Les Bernaoux[23]
- Villa Les Roses[24]
- Villa Sans-Gêne[25],[26]  Inscrite MH (1997)
- La croix Saint-Augustin[27] : de retour sur la digue sud face à la mer, la croix avait été dressée en 1906 sur la digue nord. Ce monument de 7,60 mètres de haut est érigé en mémoire de Saint Augustin, premier archevêque de Canterbury, parti d'Hardelot en 596 pour évangéliser l'Angleterre. La croix fut déplacée en lisière de forêt par Louis Blériot en 1910 pour faciliter ses essais aéronautiques. Après plus de cent ans d'exil, ce monument a retrouvé une place sur la digue, face à l'Angleterre où une réplique a d'ailleurs été élevée par le même mécène à Ebbsfleet, proche de Ramsgate. C'est grâce à l'association Patrimoine Hardelotois, qui lança en 2010 une souscription à laquelle répondirent 128 donateurs, en partenariat avec la Fondation du Patrimoine, que le monument a pu être installé en 2013 sur un terrain privé offert par le domaine d'Hardelot.

### Hardelot au cinéma
- Sorti en 2016, le film de Bruno Dumont, Ma Loute, se déroule en partie dans le château d'Hardelot, situé à Condette[28].

### Distinctions et labels
- Label « station classée de tourisme » depuis novembre 2014[29]
- Neufchâtel-Hardelot classée « Commune touristique » depuis janvier 2010[30]
- Label « Kid » depuis 1996, puis label « Famille Plus » depuis octobre 2010